# Les Frères McGrail
Pour les articles homonymes, voir To Have and to Hold.
Les Frères McGrail ou Faits l'un pour l'autre (To Have and To Hold) est une série télévisée américaine en 13 épisodes de 42 minutes, créée par Joanne T. Waters et dont seulement neuf épisodes ont été diffusés entre le 30 septembre et le 9 décembre 1998 sur le réseau CBS.
En France, la série a été diffusée à partir du 1er juin 2000 sur TMC.

## Distribution
- Jason Beghe (VF : Pascal Germain) : Sean McGrail
- Moira Kelly (VF : Nathalie Spitzer) : Annie Cornell
- Jason Wiles (VF : Stephane Marais) : Michael McGrail
- Stephen Largay (VF : Philippe Bozo) : Tommy McGrail
- Stephen Lee (VF : Jean-Jacques Nervest) : Patrick McGrail
- Colleen Flynn (en) (VF : Odile Schmitt) : Carolyn McGrail
- Fionnula Flanagan (VF : Marie-Martine) : Fiona McGrail
- John Cullum (VF : Joseph Falcucci) : Robert McGrail
- Mariette Hartley (VF : Colette Nucci) : Ellen Cornell
- Alexa Vega (VF : Chantal Mace) : Kelly McGrail
- Caitlin Wachs (VF : Natacha Muller) : Anna McGrail

## Épisodes
1. Titre français inconnu (Pilot)
2. Titre français inconnu (Whole Lotto Love)
3. Titre français inconnu (Tangled Up in You)
4. Titre français inconnu (Hope You Had the Time of Your Wife)
5. Titre français inconnu (Driveway to Heaven)
6. Titre français inconnu (These Boots Are Made for Stalking)
7. Titre français inconnu (Right My Fire)
8. Titre français inconnu (Turkey Day Blues)
9. Titre français inconnu (Since I Don't Know You)
10. Titre français inconnu (The Kids Are All Right?)
11. Titre français inconnu (The Least Wonderful Time of the Year)
12. Titre français inconnu (Who's Sorry Next?)
13. Titre français inconnu (Stuck in the Blizzard with You)